# 河野俊二
河野 俊二（こうの しゅんじ、1927年（昭和2年）8月1日 - 2012年（平成24年）6月12日）は、日本の経営者。宮崎県出身。元東京海上火災保険社長・会長。元日本損害保険協会会長。

## 略歴
- 旧制府立高等学校卒業
- 1951年（昭和26年）3月 東京大学経済学部卒業[1]
- 1951年（昭和26年）4月 東京海上火災保険株式会社入社
- 1978年（昭和53年）7月 東京海上火災保険株式会社取締役
- 1982年（昭和57年）7月 東京海上火災保険株式会社常務取締役
- 1985年（昭和60年）7月 東京海上火災保険株式会社専務取締役
- 1987年（昭和62年）6月 東京海上火災保険株式会社取締役副社長
- 1990年（平成2年）6月 東京海上火災保険株式会社取締役社長
- 1996年（平成8年）6月 東京海上火災保険株式会社取締役会長
- 2000年（平成12年）12月 株式会社三菱総合研究所監査役
- 2001年（平成13年）6月 東京海上火災保険株式会社相談役
- 2001年（平成13年）6月 株式会社ニコン取締役
- 2003年（平成15年）6月 信越化学工業株式会社取締役
- 2004年（平成16年）6月 東京急行電鉄株式会社監査役
- 2004年（平成16年）10月 東京海上日動火災保険株式会社相談役
- 2008年（平成20年）6月 東京海上日動火災保険株式会社名誉顧問
- 2011年（平成23年）11月 旭日重光章受章[2]
- 2012年（平成24年）6月 肺炎のため死去（満84歳没）[3]